# Cinéma singapourien

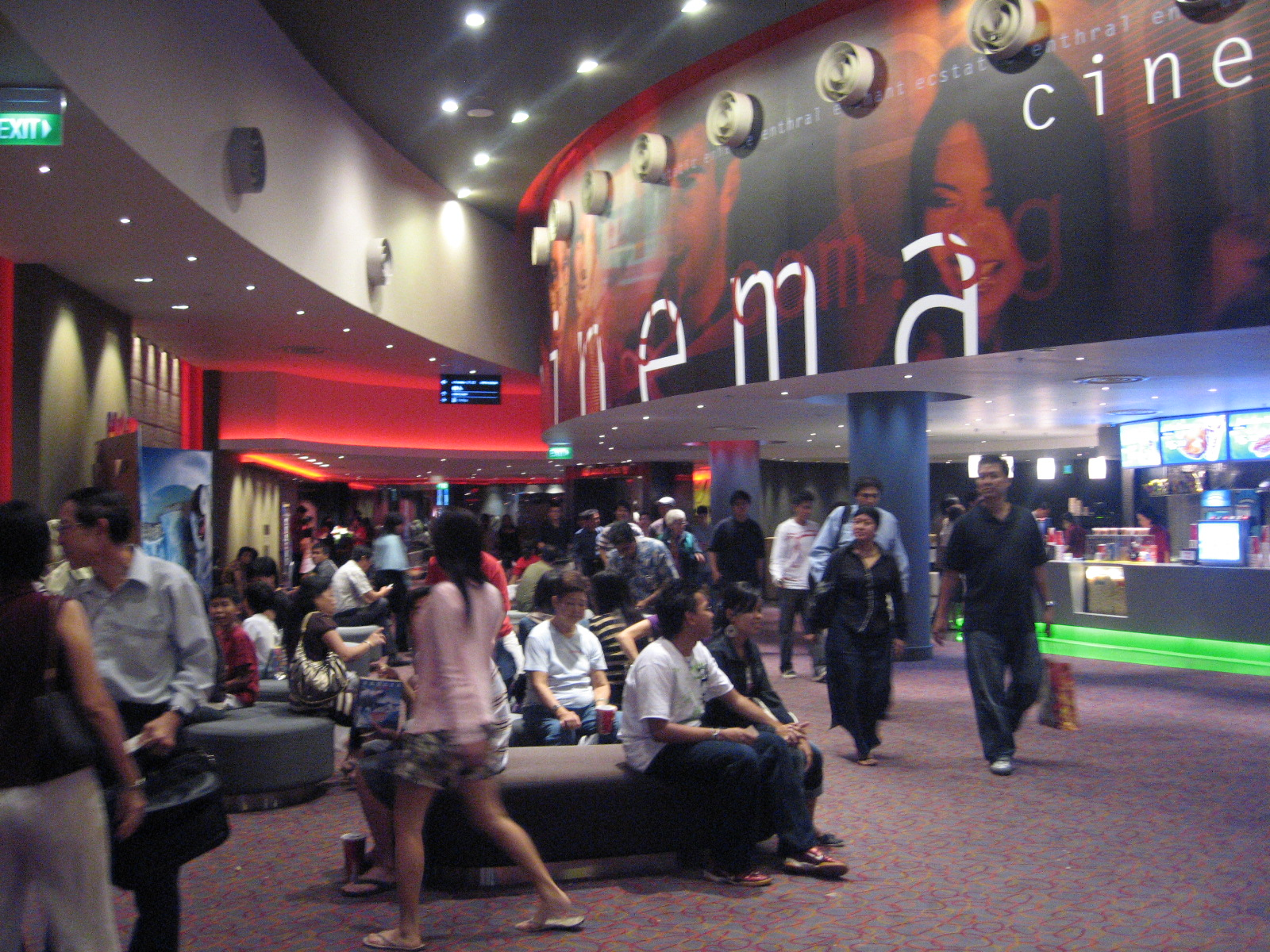
Golden Village à VivoCity, Singapour.

Le cinéma singapourien est considéré comme l'un des quatre grands styles de cinéma sinophone, avec le cinéma de Chine continentale, le cinéma taïwanais et le cinéma hongkongais.

## Films
- Liste de films singapouriens (locaux et étrangers) par année (en)
- Liste de films singapouriens par recettes et par année (en)
- Liste de films réalisés à Singapour et par décennie (en)
- Liste des films singapouriens retenus pour l' (en)Oscar du meilleur film en langue étrangère

## Ressources humaines
- Réalisateurs singapouriens, dont Junfeng Boo, Anthony Chen, Eric Khoo, K. Rajagopal, Royston Tan, Kelvin Tong
- Acteurs singapouriens
- Actrices singapouriennes

## Institutions
- Festival international du film de Singapour
- Censure à Singapour
- INRI studio (en)
- LASALLE College of the Arts (en)

### Vidéographie
- Hubert Niogret, Le Cinéma de Singapour, au carrefour des cultures, France THM Productions, Magnolias Films, Filmoblic, 2018